# Сотниково (Липецкая область)
Со́тниково — село Краснинского района Липецкой области. Центр Сотниковского сельсовета. Стоит на левом берегу реки Семенек. В Сотникове через неё переброшен мост по шоссе Пятницкое — Красное. Возникло в начале XVII века. В документах 1620 года отмечается починок Сотницкой на Сухом Сменке. Название — по фамилии служилых людей Сотниковых.

## Население
| 2010 |
| ---- |
| 344  |

## Переселенцы
Переселенцами из Сотникова основана соседняя деревня Сотниковские Выселки, расположенная в 5 км южнее.